# Taiyō no ōji – Horusu no daibōken
Taiyō no ōji – Horusu no daibōken (japanska: 太陽の王子 ホルスの大冒険, 'Prinsen av solen – Hols äventyr', på svenska även benämnd som "Solprinsen Hols äventyr") är en japansk animerad äventyrsfilm från 1968. Filmen är regisserad av Takahata Isao och animerades på Toei, där även en ung Miyazaki Hayao ingick i produktionsteamet. Den har på engelska kallats The Little Norse Prince och Little Norse Prince Valiant.
Filmen handlar om den unge Hols, "prins av solen", som reser ut i världen från sitt isiga hemland till ett land i öster och där får hjälpa till att rädda en by från en terroriserande isfurste. Filmen är baserad på Fukazawa Kazuos dockspel CHIKISANI no taiyō ('Chikisanis sol'), som kretsar kring ainu-motiv. Bildmässigt har figuren Grunwald lånat drag från H.C. Andersens sagogestalt Snödrottningen.

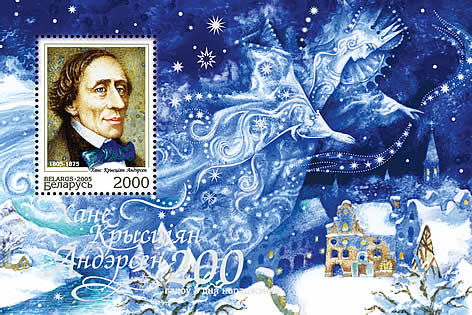
H.C. Andersens saga "Snödrottningen" (här på ett frimärke från Vitryssland) är populär i Östeuropa, där den resulterat i en animerad långfilmsklassiker med samma titel (Lev Atamanov, 1959). Denna inspirerade i sin tur till Takahatas första långfilm, där Grunwald härskar över köldens rike.

## Handling
Hols är en pojke som bor på en isolerad plats i norr tillsammans med sin far, sedan de två tvingats på flykt från deras by efter att den blivit attackerad. På sin dödsbädd avslöjar fadern till sonen att det finns andra människor och råder honom att söka upp dem.
Invånarna i fiskebyn som Hols kommer till går hungriga, eftersom ett sjöodjuret hindrar dem från att ge sig ut på fiske. Så småningom avslöjas att det är Grunwald, en mäktig och ondsint varelse och svuren fiende till människorna, som placerat monstret där (Grunwald strider även mot människorna genom att sända vargar emot dem).
Hols hjälper byborna att kämpa mot sjömonstret. Han träffar även på den mystiska unga flickan Hilda, som har en förtrollande sång, liksom stenjätten Moog. Hols ser till att avlägsna svärdet som stuckits in i hans rygg, och Moog skänker sedan svärdet till Hols. Moog förklarar för honom att det här är det berömda "Solens svärd" och att han den dag han lyckas bemästra svärdet kommer att bli "Solens prins".

## Rollfigurer

### Människor
- Hols[3] ♂ (japansk röst: Okata Hisako)

En modig pojke med kämpaglöd.
- Ganko ♂ (Tono Eijiro)

Äldre bysmed, särskilt duktig på att smida vapen. Förblir Hols trogen och organiserar motståndet mot Grunwald.
- Pottom ♂ (Hori Junko)

Ung pojke i byn, jämngammal med Hols. Son till byhövdingen och mindre godtrogen än sin far. Tar Hols försvar och undviker att falla för Hildas förtrollande sång.
- Drago ♂ (Nagata Yasushi)

Byhövdingens rådgivare. En svekfull och manipulerande personlighet.
- Flip ♂ (Hori Junko)

Liten pojke som ser upp till Hols och som till slut lyckas bli vän med honom.
- Mauni ♀ (Mizugaki Yoko)

En av byns småflickor. Hennes vänlighet påverkar Hilda i sin tvehågsenhet mellan det goda och det onda.

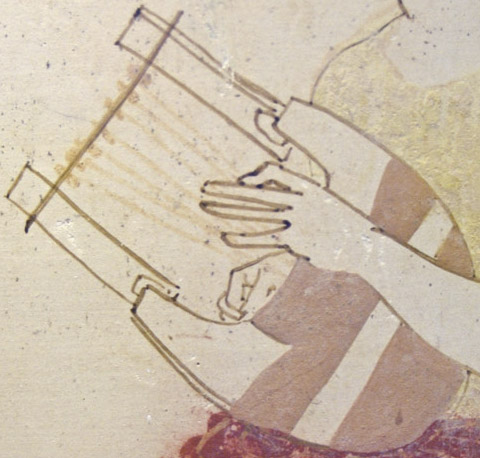
Hilda sitter ofta ensam och sjunger till eget lyrackompanjemang (bilden från en antik grekisk urna).

### Människor/väsen
- Grunwald[4] ♂ (Hira Mikijiro)

En isens och kylans furste, fiende till människorna och med en behornad hjälm lik en spetsig drottningkrona. Omger sig med isvindar och vargar.
- Hilda ♀ (Ichihara Etsuko)

Ung, ofta missmodig flicka med magiska krafter. Ägnar stor tid åt att sjunga, till eget lyrackompanjemang. När Hols möter henne är hon ensam överlevande i en övergiven by. Vill inget hellre än att bli accepterad av andra, men inom sig rymmer hon både ont och gott.
- Moog (Yokoushi Tadashi)

Stenjätte som visar sig hjälpsam sedan Hols befriat honom från ett svärd som var instucket i hans rygg.

### Djur
- Koro (Asai Yukari)

Björnunge och trogen följeslagare till Hols.
- Chiro (Noriko Obara)

Ekorre, Hildas goda inre rådgivare.
- Toto (Yokomori Hisashi)

Uggla, Hildas dåliga inre rådgivare.
Källor: 

## Produktion
Solprinsen Hols äventyr var det första större filmprojekt där de framtida parhästarna Takahata Isao och Miyazaki Hayao arbetade sida vid sida i mer betydande roller. Takahata var regissör och Miyazaki en av nyckelanimatörerna. Detta var den första film som Takahata fick regissera själv, efter rekommendation från den mer etablerade kollegan Ōtsuka Yasuo.
För sin tid var det här en ambitiös filmproduktion, och den markerade starten på en större skaparfrihet inom animeproduktionen för manusförfattare, regissörer och animatörer, gentemot filmbolagets ledning. Hols-filmens produktion planerades till åtta månader. I slutändan kom det emellertid att ta tre år (från 1965 till 1968) innan filmen var klar, bland annat på grund av flera långa konflikter mellan produktionsteamet och filmbolaget Toeis ledning. Toei, ett av Japans största filmbolag och pionjär på animerandet av långfilmsanime, ville göra film uteslutande för en barnpublik. Produktionsteamet sökte däremot också skapa en film som de själva hade lust att se på och höjde ribban för manus och animationskvalitet.
Takahata och de andra fick till slut sin idé med filmen genomförd; å andra sidan tog Toei bort filmen från biograferna efter endast tio dagar. Takahata fick bära hundhuvudet för filmens misslyckande, och det kom också att dröja flera år innan han fick chansen att regissera sin nästa film. 1971 lämnade Takahata, tillsammans med Kotabe Yōichi and Miyazaki Hayao, Toei Animation och anslöt till A Production (dagens Shin-Ei Animation), en animationsstudio grundad av hans förre chef Kusube Daikichiro.

### Produktionsfakta
- Originaltitel – 太陽の王子　ホルスの大冒険 (Taiyō no ōji – Hols no daibōken)
- Ursprungspremiär – 21 juli 1968
- Längd – 82 minuter
- Bildformat – 2,35:1 (Tōei Scope)
- Regi och bildmanus – Takahata Isao
- Baserad på – Fukazawa Kazuos dockspel CHIKISANI no taiyō
- Manus – Fukuzawa Kazuo
- Animationsledare – Ōtsuka Yasuo
- Scendesign – Miyazaki Hayao
- Nyckelanimatörer – Miyazaki Hayao, Mori Yasuji, Kotabe Yōichi, Okuyama Reiko
- Producent (exekutiv producent) – Ōkawa Hiroshi
- Musik – Mamiya Yoshio

Källor: 

## Teman och influenser

### Bakgrund och teman
Filmen präglades av det vänsterradikala sextiotalets anda och hade en historia om utanförskap och kollektivets hjältar i kamp mot en ond "isfurste". Denna furste, Grunwald, var tydligt influerad av H.C. Andersens snödrottning (Takahata och Miyazaki hade båda två sett den sovjetiska animerade långfilmsversionen Snödrottningen av Lev Atamanov från 1959). 
Hols-filmen präglades av Takahata Isaos influenser från den italienska neorealismen, med sin koncentration på detaljer. Takahata drog sig inte för att visa fram och visualisera rollfigurernas inre tankar och känslor, något han skulle komma att använda sig av i flera av sina senare filmer (Eldflugornas grav och Minnesdroppar).
I samband med filmens utgivning i Frankrike, uttalade sig Takahata Isao om parallellerna mellan 1960-talets amerikanska intervention i Vietnam och 2003 års dito i Irak. I båda fallen fann sig japanerna placerade i en olustig situation, vacklande mellan viljan att stödja sina amerikanska allierade och den japanska allmänhetens motstånd mot de här interventionerna.[källa behövs]
Den kanske mest intressanta gestalten i filmen är Hilda, en komplex personlighet som i likhet med 60-talets japaner inte riktigt visste sin egen identitet. I utformningen av rollfiguren studerade filmskaparna sig också hur en amerikansk soldat i Vietnam kände och tänkte. 
1960-talet var en tid stark ekonomisk tillväxt. Japan hade dock drabbats av miljökatastrofer som den i Minamata-bukten, och den spridda oron inför förstörelsen av naturen vävdes in i filmen. Denna oro skulle enligt regissör Takahata visa fram en viktig aspekt hos den japanska kulturen, i ett samhälle där "utvecklingen" bidrog till att försvaga den traditionella bysammanhållningen.[källa behövs]

### Influenser
Vissa drag från filmen återkom även tio år senare i Miyazaki Hayaos regidebut, 1978 års Mirai shōnen Conan. Även i denna TV-serie figurerar en stark ung pojke som får kämpa mot monster i havet (i Conans fall en jättelik haj). Även i TV-serien bor en vuxen man och en pojke isolerade från omvärlden, och när mannen dör ber han pojken leva vidare tillsammans med de andra människorna på andra sidan havet. Hilda och Conan-seriens Lana har båda två sina övernaturliga drag, och i TV-serien är hotet mot naturen än mer tydliggjort.

## Distribution
Biopremiärer och officiella hemvideoutgåvor i olika länder:
- Japan – 太陽の王子 ホルスの大冒険 (Taiyō no ōji – Horusu no daibōken, bio 21 juli 1968, LD 25 november 1990, VHS 19??, DVD 21 juli 2002)
- Italien – La Grande Avventura del Principe Valiant (VHS februari 1999)
- Portugal – Hols, o Príncipe do Sol (DVD 2 augusti 2002)
- Frankrike – Horus, Prince du soleil (Filmfestivalen Gérardmer Fantasticarts 29 januari 2004, bio 4 februari 2004, DVD 17 augusti 2004)
- Ryssland – Принц Северa (Prints Severa[10], DVD 3 mars 2004)
- Storbritannien – The Little Norse Prince (DVD 17 oktober 2005)
- Spanien – Las aventuras de Hols, el príncipe del sol (La princesa encantada) (DVD 9 januari 2008)[11]
- Schweiz – (Internationella filmfestivalen i Locarno augusti 2009)
- Indien – (festivalbio 1 oktober 2011)
- USA – Horus , Prine of the Sun (DVD 23 november 2014)

Källor: